# Whiskey Lullaby
Whiskey Lullaby è un brano musicale scritto da Bill Anderson e Jon Randall. La canzone è interpretata come duetto dai cantanti statunitensi Brad Paisley e Alison Krauss e pubblicata come singolo nel 2004, quale terzo brano estratto dall'album Mud on the Tires di Brad Paisley.

## Formazione
- Eric Darken – percussioni
- Jerry Douglas – dobro
- Kevin "Swine" Grantt – upright bass
- Alison Krauss – voce, viola
- Kenny Lewis – cori
- Brad Paisley – voce, chitarra acustica, chitarra baritono
- Ben Sesar – batteria
- Dan Tyminski – cori
- Justin Williamson – fiddle

## Video
Il videoclip della canzone è ambientato durante la seconda guerra mondiale. Esso è stato girato a Nashville ed è stato diretto da Rick Schroder.

## Premi
- Country Music Association
  - 2005: "Song of the Year Award"